# Charlotte Timmers
Charlotte Timmers est une actrice belge néerlandophone. Elle est connue pour avoir joué dans les séries Urgence disparitions, Skilz et Beau Séjour.

## Filmographie
- 2006 : F.C. De Kampioenen, série TV, épisode 6, Een beetje verliefd : Elizabeth 'Elsie'
- 2007 : Hartslagen, court métrage (Belgique) : Grote Fannie
- 2010 : Goesting, série TV, épisode 3, Ferran : Lisa
- 2008 : Urgence disparitions, série TV, saison 1, épisode 2, Baby Alisha : Lena Sibelius
  - saison 1, épisode 7 : Sara
  - saison 1, épisode 8 : Anja
  - saison 1, épisode 10 : Nick
- 2010 : Urgence disparitions, série TV, saison 2, épisode 10 : Lena
- 2010 : Zot van A. (Belgique) : ?
- 2012 : Hasta la vista, long métrage (Belgique) : joggeuse brune
- Depuis 2011 : Skilz, série TV jeunesse : Lara Van Acker
- 2017 : Beau Séjour, série TV : Sofia Otten
- 2018 -  : Bandits des bois, série TV : Héloïse Embo
- 2021 - :  Professeur T , série TV : épisode Le fils dévoué (Saison 1 épisode 6) : Natasha Samson